# Sterrhopterix canabinella
Sterrhopterix canabinella är en fjärilsart som beskrevs av Adolphe Jacques Louis Doumerc 1860. Sterrhopterix canabinella ingår i släktet Sterrhopterix och familjen säckspinnare. Inga underarter finns listade i Catalogue of Life.